# Линдштедт, Андерс
Андерс Линдштедт (швед. Anders Lindstedt; 27 июня 1854, Сундборн, Швеция — 1939, Стокгольм, Швеция) — шведский астроном и математик.

## Биография
Родился в маленькой деревушке в районе Sundborns провинции Даларна в центральной части Швеции.
Образование получил в Лундском университете. В 1874—1875 гг. служил наблюдателем в Гамбургской обсерватории. В 1879 году назначен астрономом-наблюдателем и доцентом в Дерптском университете, в 1883 году занял там же кафедру прикладной математики. Среди его работ по небесной механике была идея метода равномерной аппроксимации периодических решений обыкновенных дифференциальных уравнений, позднее разработанный Анри Пуанкаре и известный как метод Линдштедта-Пуанкаре.
В 1886 году в стокгольмской высшей технической школе возглавил кафедру теоретической механики; с 1902 года был её директором. В это время он заинтересовался актуарной математикой. Он внёс вклад в теорию пенсионных фондов и работал членом правительственных комитетов, отвечающих за страхование жизни и социальное страхование. Стал членом-корреспондентом Института актуариев в Лондоне. В 1889 году стал членом Шведской королевской академии наук.
В 1909 году оставил высшую техническую школу, чтобы полностью посвятить себя разработке вопросов страхования; в 1909—1917 годах работал в Высшем административном суде. В 1912 году он составил таблицу дожития по шведскому населению и для каждого возраста экстраполировал ежегодную вероятность смерти, названную им профилем смертности.
Некоторое время (1917—1924) был президентом Совета страхования. И даже после своего выхода на пенсию в возрасте 70 лет он продолжал активно интересоваться актуарными расчётами как в Швеции, так и за рубежом, присутствуя на собраниях шведского актуарного общества незадолго до своей смерти в 1939 году. Похоронен на кладбище Норра бегравнингсплатсен.

## Труды
- «Zur Theorie der Fresnelschen Integrale» (в «Wiedemanns Annalen», 1882);
- «Beitrag zur Integration der Differentialgleichungen der Störungstheorie» (в «Мемуарах Спб. акад.», 1883),
- «Sur la forme des expressions des distances mutuelles dans le problème des trois corps» (Париж, «Comptes Rendus», 1883).

## Награды
- Командор I класса ордена Вазы (1895)[3]
- Командор большого креста ордена Полярной звезды (1913)
- Орден Короны 1 класса (1915, Пруссия)
- Орден Данеброг 1 класса (1915, Дания)
- Командор ордена Святого Олафа (1915, Норвегия)
- Орден Святого Станислава III степени (1915, Российская империя)
- Командор большого креста ордена Вазы (1921)